# Area tecnica

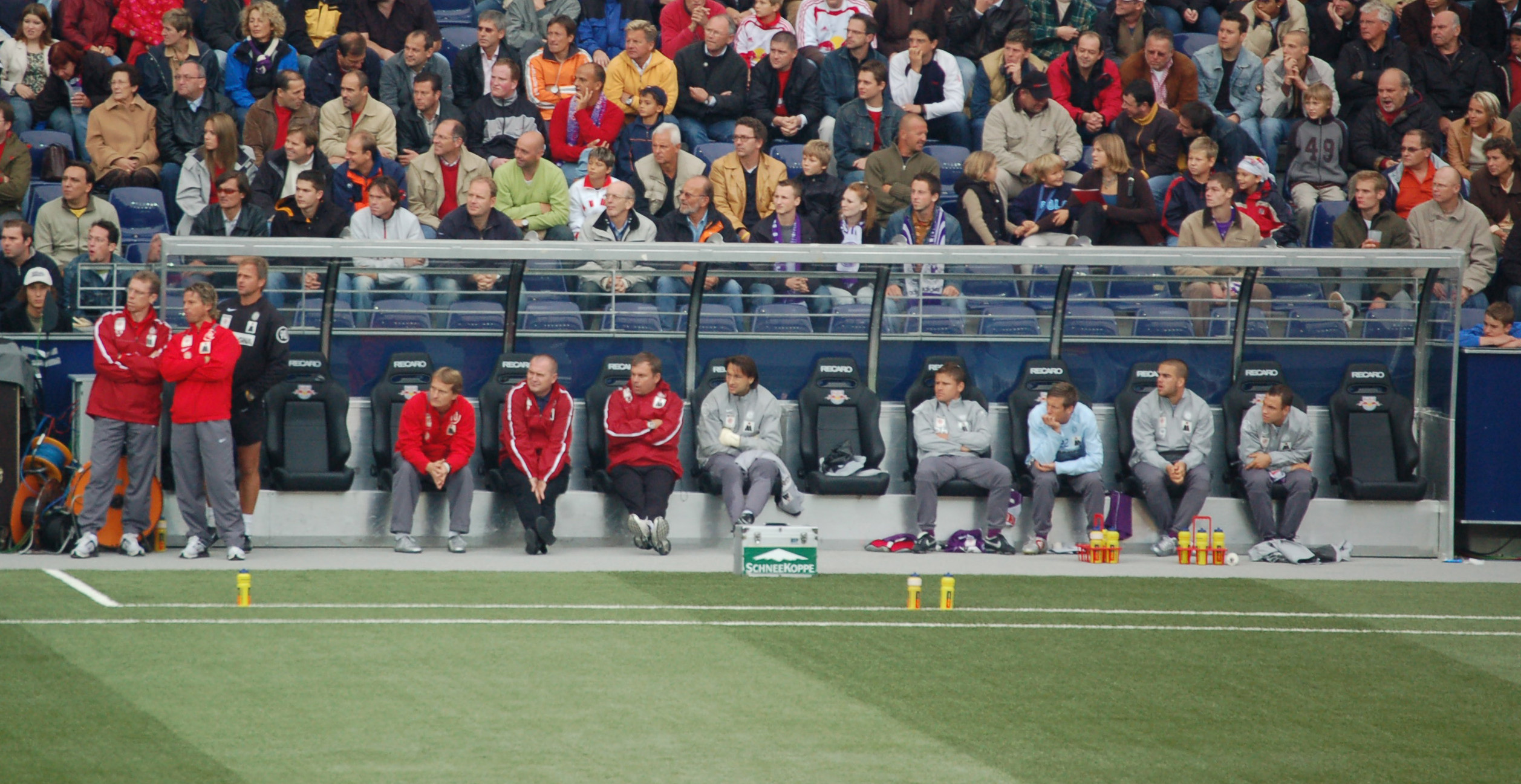
Visuale di una panchina. Attorno ad essa, è visibile la tracciatura dell'area tecnica.

Nel gioco del calcio, l'area tecnica è una particolare area del recinto di gioco nella quale trovano posto le panchine, i calciatori di riserva, i dirigenti, l'allenatore e gli operatori sanitari di una squadra. Contemplata dal Regolamento del Gioco del Calcio, viene trattata come disposizione finale, successivamente alle 17 regole principali del gioco.

## Storia
Il primo stadio ad essere dotato di una panchina fu il Pittodrie Stadium, stadio di casa della formazione Aberdeen Football Club, introdotta sotto suggerimento del mister Donald Colman durante gli anni 20. Egli intendeva infatti avere un posto dal quale poter osservare i propri giocatori, restando tuttavia riparato.
Successivamente, nel 1993 la FIFA inserì ufficialmente una sezione sul Regolamento che desse chiare disposizioni sulla segnatura dell'area tecnica.

## Regolamentazione
Il Regolamento stabilisce che i calciatori di riserva, i dirigenti, l'allenatore e gli operatori sanitari, ovvero in generale lo staff tecnico di una squadra (più altre eventuali persone, a seconda del regolamento della competizione) prendano posto, durante la gara, in strutture denominate panchine.
Tali panchine, una per squadra, devono essere collocate entrambe prossimamente alla stessa linea laterale, a eguale distanza dalla linea mediana.
Attorno ad ogni panchina il Regolamento consiglia di tracciare un rettangolo, che disti 1 metro (1 yard) da ciascun lato delle panchine, e che si protragga verso il terreno di gioco fino ad un 1 metro dal terreno di gioco stesso.
L'area delimitata da questo rettangolo (l'area tecnica, per l'appunto) è la zona nella quale lo staff tecnico di una squadra può muoversi, ad esempio per avvicinarsi al terreno di gioco in modo da dare istruzioni tattiche ai calciatori. Ovviamente, ne consegue che lo staff tecnico non può uscire dall'area senza il consenso dell'arbitro. Oltretutto, soltanto una persona per volta è autorizzata ad alzarsi dalla panchina per dare istruzioni ai propri calciatori, e deve tornare al proprio posto dopo averlo fatto.
Il quarto ufficiale di gara è incaricato di controllare il comportamento delle persone all'interno dell'area tecnica, e assicurarsi che nessuna di queste sconfini all'esterno di essa o, ancor più gravemente, entri anche indebitamente sul terreno di gioco.